# 孤岛惊魂：复仇
《孤岛惊魂：复仇》是2006年由育碧蒙特利尔开发，并由育碧为Wii发行的第一人称射击游戏。该游戏是先前的Xbox游戏《孤岛惊魂本能：进化》的翻版，并具有三个新特征，即新武器、车辆和操控。
该游戏在发行时受到了负面评价，大多数评论家批评游戏的图像、过分压缩的FMV和较差的敌人AI，尽管他们认为游戏操控性较好。

## 游戏性
游戏充分利用了Wii遥控器和Nunchuk附件。例如，玩家可以通过抬起Nunchuk来使角色跳跃，通过将Wii遥控器对准屏幕来瞄准武器，而近战攻击则可以通过它进行斜线运动来实现。类似地，狙击步枪的变焦也可以通过将Wii遥控器移向电视机来控制。包含分屏混乱模式（标准死斗）。Wii版本的游戏缺少流行的地图制作器模式以及在线播放功能，并且未使用WiiConnect24功能。
Wii版本还包含独家内容，例如新的故事情节，三张包括旅游胜地、废弃的第二次世界大战基地和汽油精炼厂的新地图，以及包括公牛.44大口径左轮手枪、AK-47和一把猎枪等新武器。

## 情节
游戏主人公Jack Carver，从一间酒吧开始，一个名叫Kade的女人要求与之见面，他同意，但在见面之前被捕。在监狱中，Carver获悉Kade正在为一群叛军工作。不久一个叫Semeru的人袭击了警察局，Carver得以逃生。Carver最终在沙滩上与Kade见面。
Kade将Carver带到一个叛军要求Kade进行枪战的岛屿上，在执行任务的过程中，叛军突然袭击Kade和Carver，他们从叛军中逃走，在此之后是长时间与叛军进行交战。
后来，Kade被Semeru俘虏，并将她带回叛军基地。Carver试图制止他，但被大批叛军阻止。Carver逃亡森林，遇见一个叫Kien Do的人，他要求Carver帮助抵抗叛乱者，他同意了。
与叛军进行数次交战后，Kien Do被叛军抓获，Carver将他们追逐到主要的叛军基地里。在那里他发现Kien Do正位于基地所在的山脚下。Carver爬上山与叛军交战。当到达基地时，他找到了Semeru和Kade。Carver发现他们正在与Semeru合作。Carver击败了Semeru，然后击败了Kade。

## 开发
游戏原定于2006年9月14日在任天堂发布会上发布，但活动未举办，而是在2006年9月5日的VGM每日博客第118集中揭示了一个细节，游戏使用了原始的Far Cry游戏的CryEngine的移植版本。

## 评价
根据汇总媒体Metacritic的说法，《孤岛惊魂：复仇》获得了“普遍较差”（generally unfavorable）的评论。
IGN给游戏一个4/10的分数，尽管它确实给它的游戏等级打了7分，并评论说：“从根本上说，这是一个有趣的射击游戏，而且大多数新的Wii控件都感觉不错，尽管看上去还不及一半。作为一年前的Xbox版本”（A fundamentally fun shooter and most of the new Wii controls feel great, despite not even looking half as good as the year-old Xbox version.）。